# مارلا آدامز
مارلا آدامز (انگلیسی: Marla Adams؛ ۲۸ اوت ۱۹۳۸ – ۲۵ آوریل ۲۰۲۴) هنرپیشه اهل ایالات متحده آمریکا بود. وی بین سال‌های ۱۹۶۱ تا ۲۰۰۸ میلادی فعالیت می‌کرد.